# ترینینگ، استرالیای غربی
ترینینگ (به انگلیسی: Trayning) یک منطقهٔ مسکونی در استرالیا است که در استرالیای غربی واقع شده‌است.